# مارکو سانسوینی
مارکو سانسوینی (انگلیسی: Marco Sansovini؛ زادهٔ ۱۷ ژوئن ۱۹۸۰) بازیکن فوتبال اهل ایتالیا است.
از باشگاه‌هایی که در آن بازی کرده‌است می‌توان به باشگاه فوتبال اسپتزیا، باشگاه فوتبال ویرتوس انتلا، باشگاه فوتبال کرمونزه، باشگاه فوتبال فوجا، باشگاه فوتبال آ.اس. رم، باشگاه فوتبال دلفینو پسکارا، و باشگاه فوتبال نووارا اشاره کرد.